# Uygar Mert Zeybek
Uygar Mert Zeybek (* 4. Juni 1995 in Bursa) ist ein türkischer Fußballspieler.

## Karriere

### Verein
Zeybek kam in Osmangazi, einem Bezirk der Großstadt Bursa, auf die Welt und begann hier mit dem Vereinsfußball in der Nachwuchsabteilung von Bosch SK, des Sportklubs der ortsansässigen Bosch-Werke. Im Oktober 2008 wechselte er dann in die Nachwuchsabteilung von Fenerbahçe Istanbul. Hier erhielt er zwar zur Saison 2013/14 einen Profivertrag, spielte aber weiterhin für die Nachwuchs- bzw. Reservemannschaften des Vereins. Ab der Saison 2014/15 fand er auch Berücksichtigung in der Profimannschaft. So gab er in der Pokalpartie vom 2. Dezember 2014 gegen Kayserispor sein Profidebüt. Noch in der gleichen Saison gab er in der Erstligapartie des letzten Spieltages gegen Kasımpaşa Istanbul sein Ligadebüt. In den nächsten dreieinhalb Spielzeiten wurde er überwiegend in der Reservemannschaft eingesetzt und kam für die Profimannschaft nur sporadisch zu Pokaleinsätzen und Erstligaeinwechslungen.
Im Januar 2019 wechselte Zeybek zum Zweitligisten İstanbulspor.

### Nationalmannschaft
Zeybek startete seine Nationalmannschaftskarriere 2012 mit einem Einsatz für die türkische U-17-Nationalmannschaft und spielte später auch für die U-21 der Türkei. Insgesamt kam er für beide Juniorennationalmannschaften zu jeweils zwei Einsätzen.